# Adrián Aldrete
Adrián Aldrete (Guadalajara, 1988. június 14. –) egy mexikói válogatott labdarúgó, jelenleg a Santos Laguna védője. Kétszeres mexikói bajnok és egyszeres kupagyőztes.

## Pályafutása

### Klubcsapatokban
A mexikói bajnokság első osztályában 2006. január 21-én mutatkozott be a Dorados de Sinaloa játékosaként, amikor csapata egy 0–0-s döntetlent ért el az Atlante vendégeként.
A 2013-as Clausura szezonban bajnoki címet szerzett az Américával, majd két év múlva a Santos csapatával is bajnok lett (2015 Clausura). A Santosszal 2014-ben a kupát is megnyerte.

### A válogatottban
A felnőtt válogatottban 19 évesen, 2007 augusztusában mutatkozott be egy Kolumbia elleni barátságos mérkőzésen, majd a következő években több barátságoson is szerepelt, valamint egy vb-selejtezőn. Az első komoly torna, amin szerepet kapott, a 2013-as CONCACAF-aranykupa volt, itt Mexikó az elődöntőig jutott. Szerepet kapott a 2015-ös Copa América első két csoportmeccsén is, ám Chile ellen bokasérülést szenvedett, így a torna hátralevő részéről lemaradt.

#### Mérkőzései a válogatottban
| Mexikó | Mexikó              | Mexikó                                    | Mexikó     | Mexikó   | Mexikó             | Mexikó                          | Mexikó | Mexikó  |
| #      | Dátum               | Helyszín                                  | Hazai      | Eredmény | Vendég             | Kiírás                          | Gólok  | Esemény |
| ------ | ------------------- | ----------------------------------------- | ---------- | -------- | ------------------ | ------------------------------- | ------ | ------- |
| 1.     | 2007. augusztus 22. | Commerce City, Dick's Sporting Goods Park | Mexikó     | 0 – 1    | Kolumbia           | barátságos                      | 0      |         |
| 2.     | 2008. április 16.   | Seattle, Qwest Field                      | Mexikó     | 1 – 0    | Kína               | barátságos                      | 0      |         |
| 3.     | 2008. június 4.     | San Diego, Qualcomm Stadium               | Mexikó     | 1 – 4    | Argentína          | barátságos                      | 0      | 56'     |
| 4.     | 2008. június 8.     | Chicago, Soldier Field                    | Mexikó     | 4 – 0    | Peru               | barátságos                      | 0      | 72'     |
| 5.     | 2010. március 24.   | Charlotte, Bank of America Stadion        | Mexikó     | 0 – 0    | Izland             | barátságos                      | 0      |         |
| 6.     | 2010. május 10.     | Chicago, Soldier Field                    | Mexikó     | 1 – 0    | Szenegál           | barátságos                      | 0      |         |
| 7.     | 2010. május 13.     | Houston, Reliant Stadium                  | Mexikó     | 1 – 0    | Angola             | barátságos                      | 0      | 46'     |
| 8.     | 2011. szeptember 4. | Barcelona, Estadi Cornellà-El Prat        | Mexikó     | 1 – 0    | Chile              | barátságos                      | 0      | 78'     |
| 9.     | 2012. október 16.   | Torreón, Estadio TSM Corona               | Mexikó     | 2 – 0    | Salvador           | vb-selejtező                    | 0      |         |
| 10.    | 2013. július 7.     | Pasadena, Rose Bowl                       | Mexikó     | 1 – 2    | Panama             | CONCACAF-aranykupa, csoportkör  | 0      |         |
| 11.    | 2013. július 11.    | Seattle, CenturyLink Field                | Mexikó     | 2 – 0    | Kanada             | CONCACAF-aranykupa, csoportkör  | 0      |         |
| 12.    | 2013. július 14.    | Denver, Sports Authority Field            | Martinique | 1 – 3    | Mexikó             | CONCACAF-aranykupa, csoportkör  | 0      |         |
| 13.    | 2013. július 20.    | Atlanta, Georgia Dome                     | Mexikó     | 1 – 0    | Trinidad és Tobago | CONCACAF-aranykupa, negyeddöntő | 0      |         |
| 14.    | 2013. július 24.    | Arlington, Cowboys Stadium                | Panama     | 2 – 1    | Mexikó             | CONCACAF-aranykupa, elődöntő    | 0      |         |
| 15.    | 2014. november 12.  | Amszterdam, Amsterdam ArenA               | Hollandia  | 2 – 3    | Mexikó             | barátságos                      | 0      |         |
| 16.    | 2015. március 31.   | Kansas City, Arrowhead Stadion            | Mexikó     | 1 – 0    | Paraguay           | barátságos                      | 0      | 58' 89' |
| 17.    | 2015. június 7.     | São Paulo, Allianz Parque                 | Brazília   | 2 – 0    | Mexikó             | barátságos                      | 0      |         |
| 18.    | 2015. június 12.    | Viña del Mar, Estadio Sausalito           | Mexikó     | 0 – 0    | Bolívia            | Copa América, csoportkör        | 0      |         |
| 19.    | 2015. június 15.    | Santiago, Estadio Nacional de Chile       | Chile      | 3 – 3    | Mexikó             | Copa América, csoportkör        | 0      | 70'     |
| 20.    | 2016. október 11.   | Bridgeview, Toyota Park                   | Mexikó     | 1 – 0    | Panama             | barátságos                      | 0      |         |
|        | Összesen            |                                           |            | 20       | mérkőzés           |                                 | 0      | gól     |